# Sól emska

Logo soli emskiej produkowanej w Bad Ems

Sól emska – biały, suchy, jednorodny proszek o słonawym smaku, złożony z siarczanów i chlorków sodu i magnezu oraz węglanu sodowego. Jest to środek o działaniu wykrztuśnym i alkalizującym, stosowany w nieżytach dróg oddechowych i astmie oskrzelowej.
Roztwór 4,5 g soli w litrze wody ma skład zbliżony do naturalnej wody emskiej (źródła której znajdują się pobliżu kurortu Bad Ems) i może być stosowany jako woda mineralna o wysokim stopniu zmineralizowania.  Poprzez podrażnianie błony śluzowej dróg oddechowych pobudza do wydzielania śluzu, po czym alkalizuje i rozrzedza wydzielinę. Rozpuszczalny w wodzie, najczęściej występuje w postaci tabletek.
Przykładowy skład substancji czynnych jednej tabletki przeznaczonej do rozpuszczania w szklance wody:

- wodorowęglan sodu – 630 mg
- chlorek sodu – 243 mg
- bezwodny siarczan potasu – 12,06 mg
- bezwodny siarczan sodu – 8,1 mg
- bezwodny wodorofosforan sodu – 0,45 mg.